# ويلهلم كريس
ويلهلم كريس (بالألمانية: Wilhelm Kress)‏ هو مهندس ومخترِع وطيار نمساوي، ولد في 29 يوليو 1836 في سانت بطرسبرغ في روسيا، وتوفي في 24 فبراير 1913 في فيينا في النمسا.